# 微齒樸麗魚
微齒樸麗魚，為輻鰭魚綱鱸形目隆頭魚亞目慈鯛科的其中一種，被IUCN列為極危保育類動物，分布於非洲維多利亞湖流域，棲息深度可達15公尺，體長可達16.3公分，棲息在泥底質、藻類生長的水域，屬肉食性，以小魚及昆蟲幼蟲為食，生活習性不明。

## 擴展閱讀
維基物種上的相關：微齒樸麗魚